# Ісакович Володимир Миколайович
Володимир Миколайович Ісакович (23 березня 1893, місто Мстислав Могильовської губернії, тепер Білорусь — 10 листопада 1966, місто Київ) — радянський діяч, відповідальний секретар Ізюмського окружного комітету КП(б)У.

## Життєпис
Народився в родині бідного селянина.
Працював робітником. З 1913 року брав участь у революційному русі.
Член РСДРП(б) з 1914 року.
З 1914 по 1917 рік служив у російській армії, учасник Першої світової війни.
У 1917 році — член агітаційної колегії Харківської ради робітничих та солдатських депутатів. До квітня 1918 року — член колегії Народного секретаріату у військових справах радянської Української Народної Республіки.
Весною 1918 року переїхав до Курська, а в липні 1918 року — в Унечу, де брав участь в організації Богунського стрілецького полку Червоної армії. У березні — липні 1919 року — військовий комісар 1-ї Української радянської стрілецької (повстанської) дивізії. З липня 1919 року — військовий комісар Таращанського полку 1-ї Української радянської дивізії; військовий комісар Харківської групи військ РСЧА.
У 1919—1920 роках був членом колегії Зафронтового бюро ЦК КП(б) України.
З 16 травня до 10 червня 1920 року — секретар Херсонського губернського комітету КП(б)У в місті Миколаєві.
З 11 до 22 червня і з 3 до 16 липня 1920 року — військовий комісар та командувач Херсонської групи військ РСЧА. З 14 червня до 20 липня 1920 року — начальник гарнізону міста Херсона. З 22 червня до 3 липня 1920 року — помічник командувач Херсонської групи військ РСЧА із політичної частини.
У 1920 році — інспектор ЦК КП(б)У; завідувач політичного відділу Українського управління цивільного повітряного флоту.
У 1921 році — заступник відповідального секретаря Миколаївського губернського комітету КП(б)У.
У листопаді 1926 — 1928 року — завідувач організаційного відділу Миколаївського окружного комітету КП(б)У.
У листопаді 1928 — 1929 року — відповідальний секретар Ізюмського окружного комітету КП(б)У.
З 1936 року — в Академії наук Української РСР.
З 1941 року — на політичній роботі в Червоній армії. Був заступником начальника політичного відділу 3-го винищувального авіаційного корпусу 1-ї повітряної армії. Брав участь у боях під Сталінградом, на Північному Кавказі, в Криму, учасник боїв за Варшаву та Берлін.
З 1949 року — секретар комітету КП(б)У Академії наук Української РСР. Був директором видавництва «Наукова думка», заступником відповідального редактора журналу «Доповіді АН УРСР».
Помер 10 листопада 1966 року після важкої хвороби в Києві.

## Звання
- підполковник (1943)

## Нагороди
- орден Вітчизняної війни І ст. (21.04.1945)
- орден Вітчизняної війни ІІ ст. (14.07.1944)
- орден Трудового Червоного Прапора
- медаль «За бойові заслуги» (30.04.1945)
- медалі